# Gáspár Ferenc (író)
Gáspár Ferenc (Budapest, 1957. április 26. –) József Attila-díjas magyar író, újságíró, a Coldwell kiadó vezetője.

## Életpályája
Az egri Ho Si Minh Tanárképző Főiskola magyar–történelem szakán végzett 1985-ben. Néhány évet tanított, újságcikkeket írt, lapokban publikált. Novellái, esszéi, könyvrecenziói, kritikái és tárcái 1993 óta a Lyukasórában, az Élet és Irodalomban, a Pannon Tükörben, a kolozsvári Szabadságban, a Spanyolnátha internetes művészeti folyóiratban, a 2007-es és 2008-as, 2010-es és 2011-es Légyott-antológiákban jelentek meg. Ezenkívül több írása megjelent az Előretolt Helyőrségben, az Olvasat.hu-ban, a Kortársban, az Eső-ben, az Országútban és a Partiumban. Egyik regényének, a Galeottónak, előtte pedig a munkacímként Trubadúrvarázsnak, véglegesként Janusnak a részletei az Irodalmi Jelen online és nyomtatott változatában láttak napvilágot. Utóbbi felületen legújabb elbeszélései és kortárs regényekről írt recenziói szintén olvashatóak. A még előkészítés alatt álló Én, Mátyás király című regény részletei pedig az Előretolt Helyőrség erdélyi kiadásában jelentek meg.
Az 1990-es évek végén elkezdett egy ifjúsági kalandregény-sorozatot, amely a magyar történelem tényein alapult. 2001-ben jelent meg az első kötet, A strucc vére címmel, amelyet később további nyolc rész követett. Egyik alkotója a Miskolc KapuCíner antológiának. Novellái megjelentek még a Szeged effect és a Szeged effect 2 antológiákban (2011 és 2012), valamint az ötvenhat író Esztergomról címűben.(2006.)
2002-ben A strucc vére és A strucc halála című regényeinek kiadását Rockenbauer Zoltán, a nemzeti kulturális örökség minisztere támogatta. 2003-ban A strucc halála című regénye újból miniszteri támogatásban részesült.
2014 óta a Magyar Krónika folyóirat állandó külső munkatársa.
2015-ben a Janus (Trubadúrvarázs) című regényének megírására a Nemzeti Kulturális Alap alkotói támogatásában részesült.
2016-ban megírta a Pósa Zoltán, akinek nyitott könyv az élete című monográfiát, melynek kiadását az NKA szintén támogatta.
2017-ben jelent meg a Janus című regénye a Coldwell és a Historycum kiadó közös kiadásában. Utóbbi regényébe a versbetéteket Diószegi Szabó Pál írta. Ugyanebben az évben NKA ösztöndíjat kapott új regénye, a Galeotto (munkacím: A holló jegyében) megírására, mely a Janus tükörregénye.
2018-ban jelent meg Ördögvér és vámpírangyal című könyve, mely a korábban díjazott Ördögvér című kisregénye mellett most először novellaválogatást is tartalmaz.
Országon belül és határokon túl tart rendhagyó történelem- és irodalomórákat tart az általános és középiskolákban. Legtöbbször mindez a nyíregyházi Móricz Zsigmond megyei könyvtár, vagy a Kamika (Kárpátaljai Magyar iskolák Könyvtáraiért Alapítvány) szervezésében történik. Kárpátaljai iskoláknak és könyvtáraknak nagy mennyiségű könyvet ajándékozott.
2018. január 20-ától A magyar kultúra lovagja
2019-ben a Galeotto kiadását az NKA könyvkiadói kollégiuma támogatta.
2020-ban NKA alkotói ösztöndíjat kapott, az Én, Mátyás király című regény megírására, mely a trilógia (Janus, Galeotto) harmadik, befejező része.
2020 Trianon fiai. Coldwell. A könyv kiadását az NKA támogatta.
2021 Az Én, Mátyás király című regény kiadásának NKA könyvkiadói támogatása
2022 A Trianon gyermekei című regényének megírását az NKA alkotói ösztöndíjjal támogatta.
2024 NKA alkotói ösztöndíj a Trianon lányai I-II. című regény megírására

## Kötetei
- A strucc vére (2001, Coldwell) ISBN 963 202 036 7 Online elérhetőség MEK
- A strucc terjeszkedik (2002, Coldwell)
- A strucc halála (2002, Coldwell)
- A sárkány pallosa (2003, Coldwell)
- A sárkány harca (2004, Coldwell)
- A sárkány álma (2005, Coldwell)
- Ördögvér[5] (2007, Pont Kiadó)
- A holló felrepül (2008, Coldwell)
- Pogányokkal táncoló (2011, Coldwell)[6]
- A holló a napba száll (2014, Coldwell)
- Pósa Zoltán, akinek nyitott könyv az élete (2016, Coldwell)
- Janus (alcím: Trubadúrvarázs) (2017 Coldwell-Historycum)
- Ördögvér és vámpírangyal (2018 Coldwell)
- Galeotto (2019, Coldwell)
- Trianon fiai (2020, Coldwell)
- Összhang – novellák (2022, Napkút)
- Én, Mátyás király (2022, Coldwell)
- Fekete pálya. Novellák és kisregény; Napkút, Budapest, 2024

## Díjai
- Magyar Napló regénypályázatának különdíja – Ördögvér (2007)
- NKA ösztöndíj (2015, Janus)
- NKA ösztöndíj (2017, Galeotto)
- A Magyar Kultúra Lovagja (2018)
- NKA alkotói ösztöndíj (2020, Én, Mátyás király)
- József Attila-díj (2022)
- NKA ösztöndíj (2022, Trianon gyermekei)
- 2023 Az év könyve (csoportos)
- 2024 Fitz József díj (csoportos)
- NKA ösztöndíj (2024, Trianon lányai)
- 2025 A Tokaji Írótábor hordó-díja

## Recenziók
- https://irodalmijelen.hu/2018-mar-28-1157/terhajlito-kolteszet
- https://irodalmijelen.hu/2018-aug-22-1204/egy-orult-vilagban-nem-orulten-irni-egyenesen-kepmutatas
- https://olvasat.hu/az-istenesek-nyomaban/
- https://magyarnemzet.hu/kultura/semmi-sem-idegen-tolem-ami-emberi-7482575/
- http://ezredveg.vasaros.com/html/2019_03_04/1903042.html
- https://www.facebook.com/photo.php?fbid=10156744311322290&set=a.10150205544047290&type=3&theater
- http://olvasat.hu/janus-arc-janus-tortenet/
- https://www.magyaridok.hu/kultura/emberkozelive-tett-janus-pannonius-kep-2547691/
- http://www.spanyolnatha.hu/archivum/szekszard/19/kritika-recenzio/horvath-gabor-miklos-gaspar-ferenc-konyverol-/1128/ Archiválva 2020. február 2-i dátummal a Wayback Machine-ben
- https://irodalmijelen.hu/2020-feb-04-1038/modern-galeotto
- https://irodalmijelen.hu/2020-mar-09-2026/taltosok-koboldok-cselcsapsagok
- https://helyorseg.ma/rovat/ajanlo/gal-vilmos-kamaszkalandok-trianon-arnyekaban
- https://www.facebook.com/messenger_media?thread_id=100001824893155&attachment_id=406158767451862&message_id=mid.%24cAABa816VoFJ7Zu9MkF1Nanl6RTIm
- https://olvasat.hu/trianon-konyv-margojara/
- http://www.naputonline.hu/2021/11/14/kovacs-katang-ferenc-a-neten-megleled-fekete-piros-el-ne-felejtsd/
- https://konyvkultura.kello.hu/kritika/2023/03/osszhang
- https://konyvkultura.kello.hu/kritika/2023/06/matyas
- https://www.irodalmijelen.hu/2023-jun-28-0109/simogatasok-helyett
- https://helyorseg.ma/rovat/ajanlo/bakonyi-istvan-gaspar-ferenc-en-matyas-kiraly-1-2
- https://www.irodalmijelen.hu/2025-feb-11-1049/derus-lesiklas-fekete-palyan
- Bakonyi István: Összhangok - Gáspár Ferenc prózai művei - Hungarovox, 2025

## Interjúk
- https://karcfm.hu/archiv/poetikon-2019-11-30-1200-1300/ Archiválva 2021. május 15-i dátummal a Wayback Machine-ben
- https://kultura.hu/tortenelem-csak-urugy-181216/
- https://hetikozelet.wordpress.com/2018/02/20/janus-es-a-magyar-trubadurlira/
- https://www.magyaridok.hu/kultura/az-elso-magyar-trubadur-2272801/
- https://gondola.hu/cikkek/118052-Ifjusagi_regeny_Trianonrol.html Archiválva 2022. április 5-i dátummal a Wayback Machine-ben
- https://gondola.hu/cikkek/118304-Regeny_Matyas_kiralyrol.html Archiválva 2021. január 25-i dátummal a Wayback Machine-ben
- https://lenduletmagazin.hu/a-tortenelem-talan-csak-urugy-hogy-izig-verig-mai-torteneteket-meselhessek-interju-gaspar-ferenc-iroval/
- https://www.irodalmijelen.hu/2025-feb-24-1044/nem-elefantcsonttoronyban